# Enfant Terrible
Enfant Terrible is een Nederlandse platenlabel. Het label werd in 2004 opgericht door M., die onder die naam ook als dj actief is en niet verward moet worden met M. De oprichter maakt zelf muziek onder de namen <VEKTOR> en Jongbloed.
Het label specialiseert zich in new wave, cold wave en synthpop en werkt samen met Trumpett. Het brengt oude opnames uit de jaren 80 opnieuw uit, onder andere van Ende Shneafliet, Doxa Sinistra, Hero Wouters en VPRO RadioNome-opnamen van Kaa Antilope en Luc Van Acker. Daarnaast wordt ook muziek uitgebracht van nieuwe newwavebandjes, waaronder Adolf Filter, Pierre Normal en Dolina.